# Jordbävningen i Erzurum 1859
Jordvävningen i Erzurum 1859 inträffade kl 10.30 den 2 juni. Jordbävningen hade en magnitud på 6,1 på Richterskalan och en maximal intensitet av IX på Mercalliskalan. Omkring 15 000 människor dog till följd av skalvet.

### Fotnoter
1. 1 2  NGDC. ”Comments for the Significant Earthquake”. http://www.ngdc.noaa.gov/nndc/struts/results?eq_0=2036&t=101650&s=13&d=22,26,13,12&nd=display. Läst 28 augusti 2010.
2. 1 2  Boğaziçi Üniversitesi. ”Bogazici University Kandilli Observatory and Earthquake Research Institute National Earthquake Monitoring Center (NEMC) List of historical earthquakes (Tarihsel Depremler)” (på turkiska). http://www.koeri.boun.edu.tr/sismo/. Läst 28 augusti 2010.